# ماست-ییگرمایستر
ماست-ییگرمایستر (انگلیسی: Mast-Jägermeister) یک شرکت آلمانی تولید نوشیدنی‌های الکلی است که متعلق به خانواده فیندل-ماست است. دفاتر مرکزی شرکت در شهر ولفلبوتل واقع شده است. ییگرمایستر محصول اصلی این شرکت است. آنها همچنین کمتر نوشیدنی شناخته شده شلینفویر را تولید می‌کنند که یکی از نام‌های تجاری «جین سلو» است. در گذشته، آنها مشروبات و نوشیدنی‌های الکلی تقطیری زیادی تولید می‌کردند.